# Saccocalyx
Saccocalyx là một chi thực vật có hoa trong họ Hoa môi (Lamiaceae).

## Loài
Chi Saccocalyx gồm các loài: